# Акціонерне Камчатське товариство
Акціонерне Камчатське товариство (АКТ), створено 4 червня 1927 року з метою розвитку економічного життя й раціонального використання природних багатств Камчатського округу та Охотського і Ольського районів Далекосхідного краю, островів, які належали СРСР, розташованих в Охотському й Беринговому морях і острові Врангеля у Льодовитому океані. У господарській власності АКТ перебувала територія більша за Європу, проте населення її становило тільки 40000 чоловік, а геологічна вивченість — лише 9 %.
АКТ виконувало не тільки операції торгових органів, але й функції радянської влади.

## Засновники
1. Народний комісаріат зовнішньої та внутрішньої торгівлі СРСР — 100 акцій.
2. Народний комісаріат торгівлі РРФСР — 40 акцій.
3. Вища рада народного господарства СРСР — 40 акцій.
4. ВРНГ РРФСР — 160 акцій.
5. Далькрайвиконком в особі крайового Раднаргоспу — 35 акцій.
6. Держторг РРФСР — 40 акцій.
7. Акціонерне товариство «Радторгфлот» — 25 акцій.

## Структура
Головне правління АКТ розміщувалось у Хабаровську. Структура АКТ включала до свого складу Головне правління АКТ (Хабаровськ), Головну оперативну контору (Владивосток), контору в Петропавловську-на-Камчатці, контору в Охотську, представництва у Москві, США та Японії.

### Відділи
- рибний
- хутро-постачальний
- комерційний
- транспортно-складський
- гірський
- кредитування кооперативної та приватної промисловості
- планово-економічний
- загальний
- головна бухгалтерія.